# Valērijs Ivanovs
Valērijs Ivanovs (en russe : Валерий Иванов), né le 23 février 1970 à Riga en Lettonie, est un footballeur international letton, qui évoluait au poste de défenseur.

## Biographie

### Carrière de joueur
Valērijs Ivanovs dispute 4 matchs en Ligue des champions, et un match en Coupe de l'UEFA.

### Carrière internationale
Valērijs Ivanovs compte 68 sélections et 1 but avec l'équipe de Lettonie entre 1992 et 2001. 
Il est convoqué pour la première fois par le sélectionneur national Jānis Gilis pour un match amical contre la Roumanie le 8 avril 1992 (défaite 2-0). Par la suite, le 19 mai 1995, il inscrit son seul but en sélection contre l'Estonie, lors d'un match de la Coupe baltique 1995 (victoire 2-0). Il reçoit sa dernière sélection le 2 juin 2001 contre la Belgique (défaite 3-1).

## Palmarès

### En club
- Avec le Skonto Riga
  - Champion de Lettonie en 1995, 1996 et 1997
  - Vainqueur de la Coupe de Lettonie en 1995 et 1997

### En sélection
- Vainqueur de la Coupe baltique en 1993 et 1995